# Хотен (посёлок)
Хотен — посёлок в Дубровском районе Брянской области, в составе Сергеевского сельского поселения.
Расположен в 3 км к западу от деревни Деньгубовка. Население — 2 человека (2010).
Возник около 1930 года; до 1959 входил в Деньгубовский сельсовет.
| Годы      | 1979 | 1989 | 2002 | 2010 |
| --------- | ---- | ---- | ---- | ---- |
| Население | 21   | 17   | 5    | 2    |